# Candace (Schiff)
Die Candace, auch Königin Kandaze, Kandaze oder Candaze, war ein Missionsschiff der Hermannsburger Mission, mit dem die eigenen Missionare zu ihren Arbeitsgebieten in Äthiopien ausgesandt wurden.

## Bau und Beschreibung

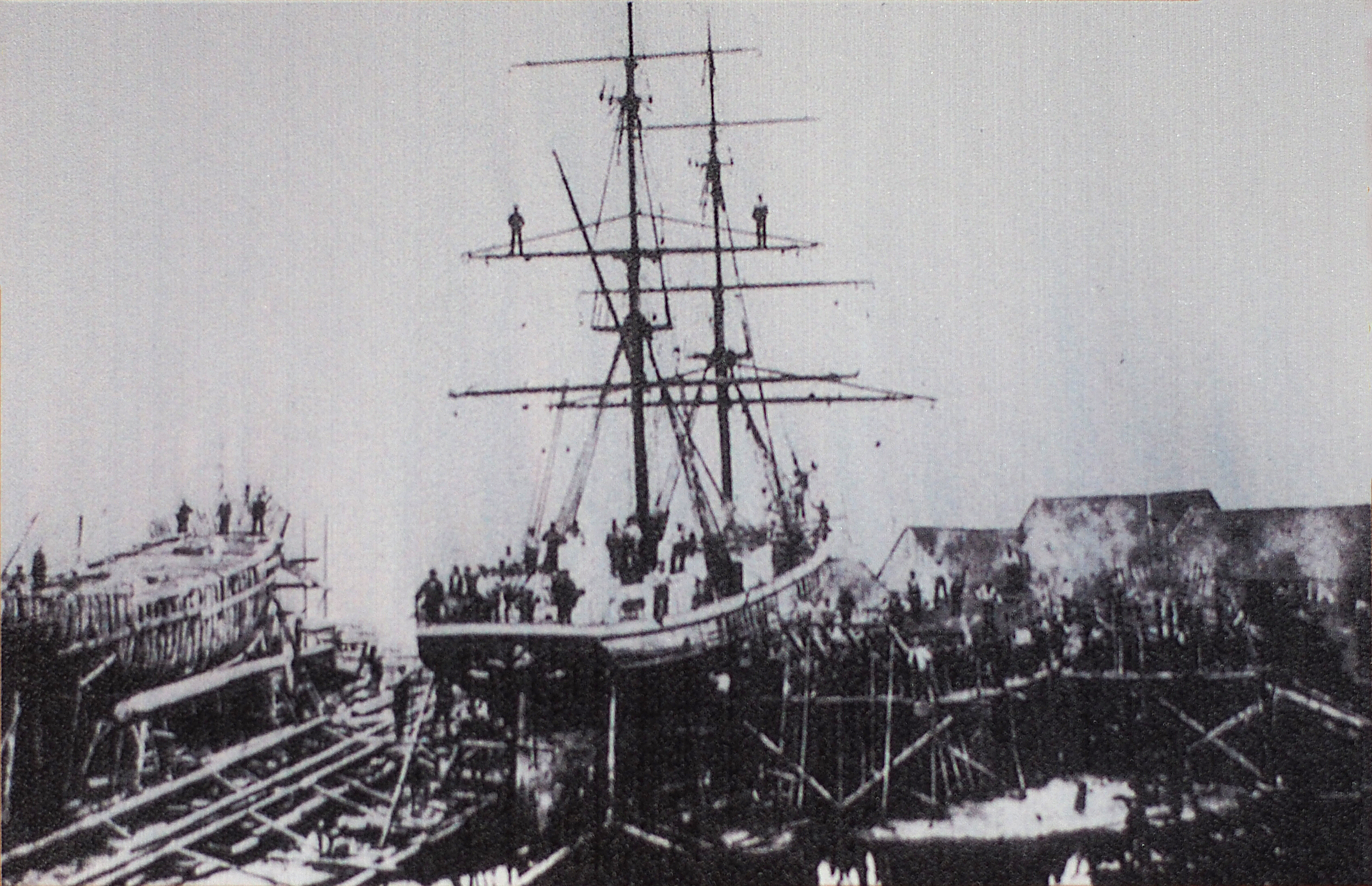
Die Candace beim Stapellauf am 27. August 1853

Gebaut wurde das Schiff auf der damals in Harburg ansässigen Werft Renk. Das für den Bau verwendete Eichenholz stammte aus Bröckel bei Celle. Initiator des Schiffsbaus war der Gründer der Hermannsburger Mission, Ludwig Harms, der tatkräftig vom Harburger Hafenmeister Stürye unterstützt wurde. Unter anderem stellte Stürye den Kontakt mit der Werft her. Auch der Hamburger Kaufmann Nagel hat sich beim Bau des Schiffes besonders hervorgetan. Harms fand für die beiden die lobenden Worte:

„Er (Gott) hat um des Schiffes willen den Stürye nach Harburg gesteuert und den Nagel in Hamburg eingeschlagen.“

Am Bug befand sich die Galionsfigur der „schwarzen Königin“ Kadoze, nach der das Schiff benannt wurde. Der Name ist abgeleitet von der äthiopischen Königin nach Apostelgeschichte 8,27 . Da die Schifffahrt durch die englische Sprache geprägt war, wurde für den Schiffsnamen die englische Schreibweise Candace verwendet.

## Fahrten

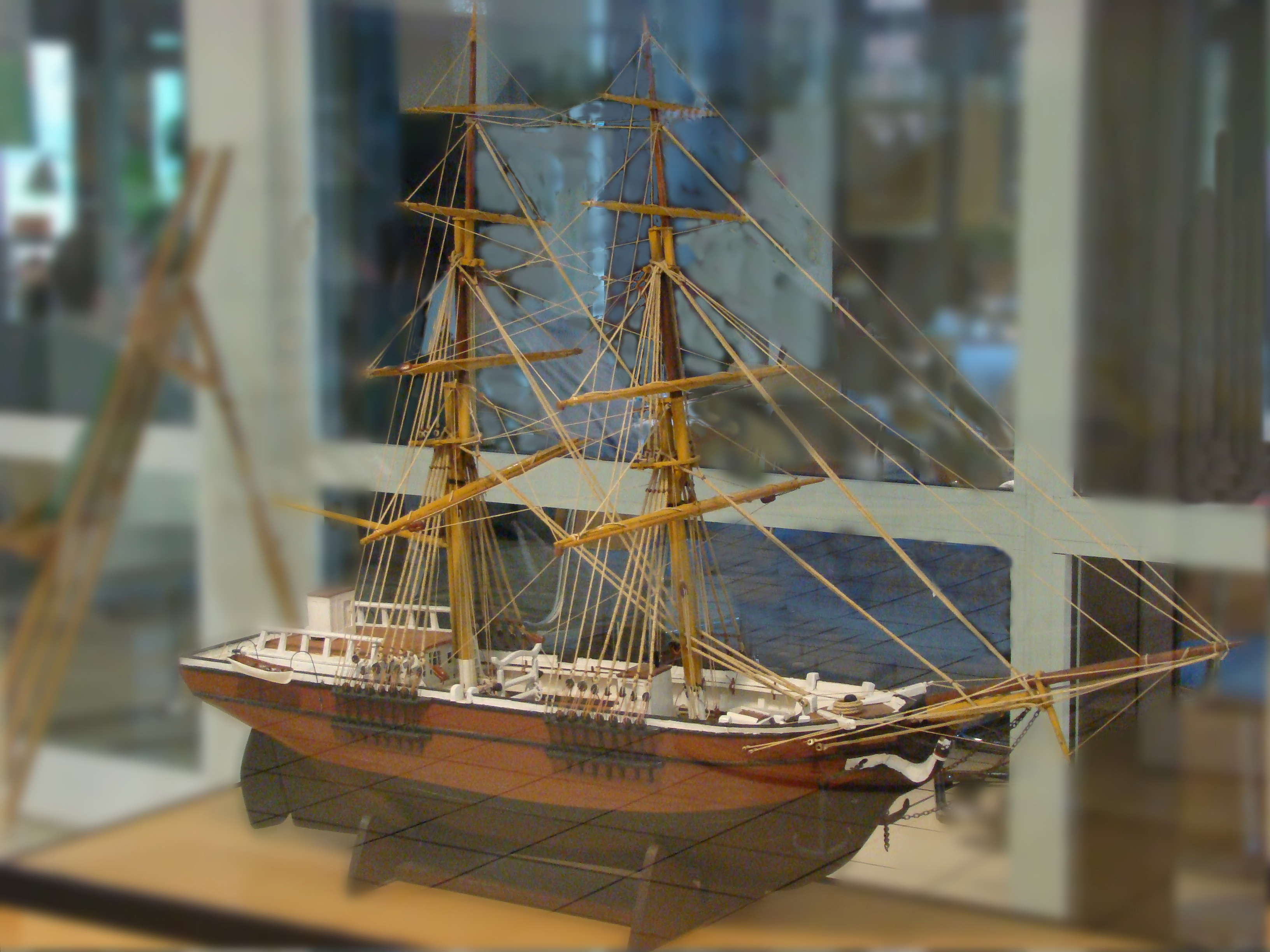
Modell der Candace im Ludwig-Harms-Haus in Hermannsburg

Der Stapellauf erfolgte am Dienstag, dem 27. August 1853. Etwa 400 Männer und Frauen aus Hermannsburg waren mit einem Sonderzug extra zum Stapellauf nach Harburg gekommen. Bereits zwei Monate später, am 28. Oktober 1853, stach die Candace zu ihrer Jungfernfahrt mit einigen Missionaren und Theologen, sowie als „Kolonisten“ bezeichnete Bauern und Handwerkern in See. Mit Hilfe der Kolonisten wollte man in den fremden Ländern weitgehend autark leben. Jeweils auf einen Missionar kam in der Regel ein Kolonist. Die Candace umschiffte das Kap der Guten Hoffnung und gelangte an die Küste Sansibars. Doch der dort ansässige muslimische Imam und Sultan, welcher die gesamte Küste Ostafrikas beaufsichtigte, verweigerte den Hermannsburgern die Erlaubnis, das Festland zu betreten. Er fürchtete offensichtlich, dass die Anwesenheit der Missionare zu Schwierigkeiten mit dem schwungvollen und lukrativen Sklavenhandel seiner Untertanen führen würde. Deshalb segelte die Candace wieder in südlicher Richtung zurück und landete am 21. Januar 1854 zunächst in Kapstadt. Danach fuhr sie weiter nach Port Natal (heute Hafen Durban) in der damaligen englischen Kolonie Natal auf dem Gebiet des heutigen Südafrikas, wo die Missionare das Schiff verließen und in der Folge ihre ausgedehnte Missionsarbeit unter den Zulu und weiter im Inland zeitweilig bei den Tswana aufnahmen.
Ein wichtiger Stützpunkt wurde für sie dabei ein Ort in den Bergen Natals, der zur englischen Kolonie Natal gehörte und den sie nach ihrem deutschen Aussendungsort Hermannsburg nannten. So wurde Südafrika zum Hauptarbeitsgebiet der Hermannsburger Mission. Zwei Jahre nach der Abreise, im September 1855, kehrte die Candace erstmals nach Hamburg zurück. Der Missionsgesellschaft gelang es erst 1927 in Äthiopien die Missionsarbeit aufzunehmen.
Nach dem Scheitern der Mission in Äthiopien verlor das Schiff seine ursprüngliche Bestimmung und wurde stattdessen als Auswandererschiff genutzt. Auf die Auswanderer der Candace und die Verbindung mit Hermannsburg gehen die Gründungen von Hermannsburg in Australien und Hermannsburg in Südafrika zurück.

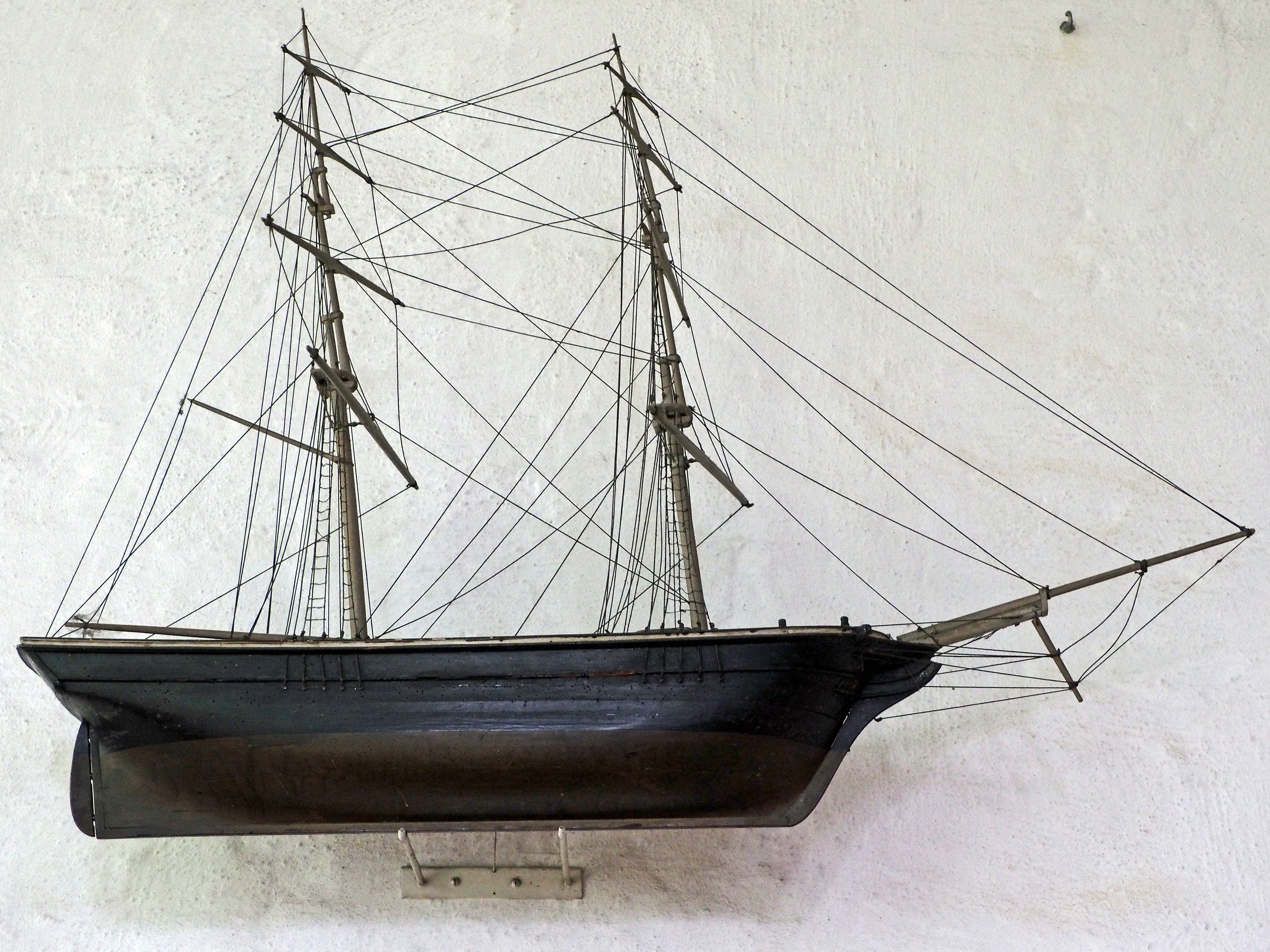
Modell der Candace in der Peter-Paul-Kirche

Zu Lebzeiten von Ludwig Harms, dem Gründer der Hermannsburger Mission, hat die Candace neun Fahrten unternommen, und weitere sechs nach seinem Tod. Das Schiff blieb bis 1875 in Dienst und wurde dann „wegen Altersschwäche“ für 5000 Taler verkauft.
Ein Modell des Schiffes befindet sich noch heute in der St. Peter-Paul-Kirche zu Hermannsburg. Ein weiteres Modell befindet sich im "Ludwig-Harms-Haus" in Hermannsburg. Dort ist auch im Rahmen der Ausstellung Candace - Mission possible der Originalwimpel des Schiffes zu besichtigen.

## Sonstiges
Neue literarische Bekanntheit erreichte das Schiff durch den Roman „Die Schule der Atheisten“ des deutschen Schriftstellers Arno Schmidt, in dem es eine handlungstragende Rolle spielt.